# زوریک
زوریک 
(به مالتی: Żurrieq) شهری در ناحیهٔ مالت جنوب شرقی واقع در کشور مالت است که در سال ۱۹۹۵ میلادی ۸٫۶۸۴ نفر جمعیت داشته اما جمعیت آن در سال ۲۰۰۵ میلادی ۹٫۸۱۶ نفر بوده‌است.